# William Zephyrine Gomes
William Zephyrine Gomes (* 26. August 1916 in Karatschi; † 5. März 2004) war Bischof von Poona.

## Leben
William Zephyrine Gomes empfing am 22. Dezember 1941 die Priesterweihe.
Johannes XXIII. ernannte ihn am 18. März 1961 zum Weihbischof in Bombay und Titularbischof von Parlais. Der Papst persönlich weihte ihn am 21. Mai desselben Jahres zum Bischof; Mitkonsekratoren waren Fulton John Sheen, Weihbischof in New York, und Edoardo Mason MCCJ, Apostolischer Vikar von El Obeid.
Er nahm an zweiten bis vierten Sitzungsperiode des Zweiten Vatikanischen Konzils teil. Paul VI. ernannte ihn am 12. Juni 1967 zum Bischof von Poona. Von seinem Amt trat er am 1. Dezember 1976 zurück.